# Halogenid
Halogenider eller halider er binære forbindelser som består af en halogenatom og et element eller radikal, som er mindre elektronegativt (eller mere elektropositivt) end halogenidet, og skaber dermed en fluorid-, chlorid-, bromid-, iodid- eller astatidforbindelse. 
Alle grundstoffer i alkalimetaller danner halider, som er hvide faste stoffer ved stuetemperatur.

## Eksterne henvisning
- Wikimedia Commons har flere filer relateret til Halogenid
- halogenidprøven (Webside ikke længere tilgængelig)

| Fysik | Spire Denne artikel om fysik er en spire som bør udbygges. Du er velkommen til at hjælpe Wikipedia ved at udvide den. |